# Les petites saintes y touchent
Pour plus de détails, voir Fiche technique et Distribution.
Les petites saintes y touchent (ou Jeunes Filles en extase) est un  film français de Michel Lemoine sorti en 1974.

## Synopsis
Les anciennes pensionnaires d'une institution de jeunes filles se retrouvent et se font le récit de leurs expériences amoureuses.

## Fiche technique
- Titre : Les petites saintes y touchent
- Réalisation : Michel Lemoine
- Scénario : Michel Lemoine
- Photographie : Philippe Théaudière
- Montage : Bob Wade
- Musique : Guy Bonnet
- Maquillage : Odette Berroyer
- Son : François Carré
- Producteurs : Denise Petitdidier Michel Lemoine
- Production : Les Films Michel Lemoine / Les Productions du Daunou
- Pays :  France
- Langue originale : français
- Format : couleur 35 mm
- Genre : comédie érotique
- Durée : 91 minutes
- Date de sortie : 
  -  France 3 décembre 1974
  -  Allemagne 18 février 1977
- Date de 2e sortie : 
  -  France 18 janvier 1978, sous le titre Jeunes filles en extase[2]

## Distribution
- Jacques Bernard : Monsieur Grey
- Marie-Hélène Règne : Fabienne / La call-girl
- Nathalie Zeiger : Agnès / La petite Française
- Martine Azencot : Chantal
- Robert Icart[3] : Mike / Le visiteur du couvent
- Catherine Mouton : Miss Jane
- Philippe Dumond : Un ami avec Pamela
- Jerry Brouer : Monsieur Gray
- Maria Mancini : Pamela
- Aurore Benny : Virginie
- Brigitte de Borghese : Joan / La leader du MLF
- Joëlle Cœur : Ursula
- Catherine Flobert : La fille dans la boutique
- Jean-Marie Pallardy : Bernard
- Antoine Fontaine : Paul / Le marinier
- Jeremy De Treal : Robert
- Odette Berroyer[4] : La directrice de la pension  / La mère de Robert / La mère supérieure
- Frank Adler : Tom / Le fiancé de Chantal
- Christian Duroc : Christophe
- Gene Sand : Un ami avec Pamela
- Angelo Bassi : Un ami avec Pamela
- Claude Petit : Le premier dragueur
- Patrice Pascal : Le deuxième dragueur
- Catherine Saint-Martin : Madame Smith
- Sophie Grynholc : La femme à la soirée
- Françoise Dammien : Femme dans la pub
- Janine Reynaud : Jeanne d'Arc (voix)
- Régine Cardot : La jeune fille au pair

## Éditions en vidéo
- 2007 : Édition DVD - Editeur : KVP - Coffret : Les Classiques de l'érotisme - Michel Lemoine (avec Les Désaxées, Les Chiennes et Les Confidences érotiques d'un lit trop accueillant) - mention : accord parental